# FC Paços de Ferreira
Az FC Paços de Ferreira, teljes nevén Futebol Clube Paços de Ferreira egy portugál labdarúgócsapat, amely jelenleg az első osztályban szerepel. A 2012-2013-as idényben bronzérmes lett a klub a portugál élvonalban az FC Porto és a Benfica mögött. 

## Sikerek
- Liga de Honra-győztes: 1990–91, 1999–00, 2004–05, 2018–19

## Jelenlegi keret
2019. július 28-i állapot szerint.
| #  |     | Poszt | Név              |
| -- | --- | ----- | ---------------- |
| 2  | POR | V     | Marco Baixinho   |
| 3  | POR | V     | Rui Correia      |
| 4  | POR | V     | André Micael     |
| 5  | MDA | V     | Oleg Reabciuk    |
| 6  | BRA | V     | Bruno Teles      |
| 7  | POR | KP    | Bernardo Martins |
| 8  | POR | KP    | André Leão       |
| 9  | BRA | CS    | Uilton           |
| 10 | POR | KP    | Pedrinho         |
| 11 | BRA | CS    | Nathan Júnior    |
| 13 | BRA | V     | Bruno Santos     |
| 17 | POR | CS    | Hélder Ferreira  |
| 19 | NGR | KP    | Abbas Ibrahim    |

| #  |     | Poszt | Név              |
| -- | --- | ----- | ---------------- |
| 20 | NGR | CS    | Sodiq Fatai      |
| 21 | POR | V     | Jorge Silva      |
| 22 | BRA | KP    | Luíz Carlos      |
| 23 | POR | K     | Marco Sousa      |
| 24 | FRA | KP    | Mohamed Diaby    |
| 25 | BRA | CS    | Rafael Gladiador |
| 26 | BRA | V     | Maracás          |
| 29 | POR | KP    | Vasco Rocha      |
| 87 | POR | K     | Ricardo Ribeiro  |
| 90 | GHA | KP    | Paul Ayongo      |
| 99 | BRA | CS    | Douglas Tanque   |
| —  | BRA | V     | Kevem            |

## Ismertebb játékosok
- Geraldo Alves
- Vitorino Antunes
- Pedro
- Marco Ferreira
- Mário Sérgio
- José Furtado
- Mangualde
- Ricardo Esteves
- Zé Manel
- Adalberto
- Dedé
- Edson Nobre
- Gualberto Mojica
- Cristiano
- Beto
- Gustavo Manduca
- Wesley
- Alain N'Kong
- André Bikey

## Külső hivatkozások
- A klub hivatalos weboldala (portugálul)
- Hírek (angolul)